# Vanua Levu
Vanua Levu, dříve známý jako Santalový ostrov, je druhým největším ostrovem Fidži.

## Poloha a charakter území
Leží 64 kilometrů severně od většího Viti Levu. Má rozlohu 5 587,1 čtverečních kilometrů a žije na něm asi 130 000 obyvatel.
Geologové se domnívají že Vanua Levu vzniklo spojením několika ostrovů během jejich postupného růstu. Hlavní část ostrova má tvar protáhlého trojúhelníku, dlouhého 180 a širokého 30 až 50 kilometrů, natočeného špičkou k severovýchodu. Tento, na Fidži nejsevernější bod se jmenuje mys Udu. Z jihovýchodní části se do moře Koro táhne dlouhý poloostrov. Ostrov je obklopen korálovými útesy a je zvrásněný a kopcovitý.
Vanua Levu je podélně rozděleno horským hřebenem který tvoří většinu rozhraní mezi provinciemi Cakudrove a Macuata. Nejvyšší vrcholy jsou Batini, také známá pod jménem Nasorolevu, s výškou 1111 metrů a 16 kilometrů severovýchodně ležící Dikeva, známá též jako Mount Thurston, s výškou 1030 metrů. Horský hřeben leží blízko návětrného jižního pobřeží, které je tím mnohem vlhčí, s větším úhrnem ročních srážek, nežli pobřeží severní. To je naopak suché osm měsíců v roce, vytvářejíce tím výborné podmínky pro pěstování cukrové třtiny.
Vanua Levu má několik řek, jako Labasa, Wailevu a Qawa, jež tvoří deltu na které stojí město Labasa. Žádná z ostrovních řek není splavná pro velké lodě.

## Obyvatelstvo a ekonomika
Nejvíce obyvatel žije ve městě Labasa, ležícím na severu ostrova. Podle sčítání lidu v roce 1996 mělo 25.000 obyvatel. Žije tam početná indická komunita. Město je hlavním centrem Fidžijského cukrovarského průmyslu. Savusavu je druhé největší město s přibližně 5 000 obyvateli. Je populárním turistickým centrem hlavně díky své vybavenosti pro zájemce o jachtaření a potápění.
Vedle cukr-zpracujícího a turistického průmyslu je významné i pěstování a zpracování kopry.

## Politika
Z administrativních důvodů je Vanu Levu rozděleno do tří provincií: Bua (na západě), Macuata (na severovýchodě) a Cakaudrove (na jihovýchodě). Tyto provincie tvoří Fidžijský severní obvod. Dohromady s odlehlými ostrovy Lau Vanua Levu tvoří konfederaci Tovata, jednu ze tří tradičních aliancí Fidžijských náčelníků. Nejvyšší náčelník, sídlící poblíž ostrova Taveuni, užívá titulu Tui Cakau.
Pouze dvě centra – Labasa a Savusavu – mají statut města. Každé je řízeno starostou a městskou radou, jejíž členové jsou voleni na tříleté období a volí starostu.

## Historie
Prvním zaznamenaným Evropanem, který spatřil Vanua Levu, byl v roce 1643 holandský mořeplavec Abel Tasman. Byl následován kapitánem Williamem Blighem, unikajícím v roce 1789 ze vzpoury na lodi Bounty, při cestě do Timoru, po tom co byl spolu se svými oddanými vysazen do záchranného člunu. Dále byl pak ostrov prozkoumán kapitánem Jamesem Wilsonem v roce 1797.
V roce 1805 počali obchodníci těžit santálové dřevo v zátoce Bua. Roku 1815 byly zásoby vytěženy a vyjma občasných návštěv velrybářů a obchodníků lovícími mořské okurky se ostrovu dostalo jen sporadické pozornosti až do roku 1840, kdy mladý námořník známý jako Jackson, opustil posádku ve vesnici Somosomo na blízkém Taveuni, byl adoptován místním náčelníkem a objevil mnoho z východní a severní Vanua Levu.
V 60. letech 19. století byly založeny kokosové plantáže v oblasti Savusavu osadníky z Austrálie a Nového Zélandu. Vzájemnými sňatky s původními Fidžijci vytvořili míšeneckou společnost, prosperující z prodeje kopry až do velké krize v 30. letech 20. století jež vedla k propadu cen kopry. Indové v té samé době založili město Labasa, jež je dnes hlavním producentem cukru.